# شهرستان بیکینسکی
شهرستان بیکینسکی (به لاتین: Bikinsky District) یک شهرستان در روسیه است که در سرزمین خاباروفسک واقع شده‌است.